# 康富記
『康富記』（やすとみき）は、室町時代の外記局官人を務めた中原康富の日記。
記述は応永8年（1401年）から康正元年（1455年）に及ぶが、散逸が顕著であり、特に永享年間（1429年-1441年）の記述はほぼ全てが欠落している。また応永8年（1401年）の日記は康富の経歴、年齢に鑑みると、父・中原英隆が書いたものと考えられ、康富の筆は応永22年（1415年）からとされる。幕府を始め、武家の動向や、隼人司、主水司、大炊寮の各々の所領の経営について細かく記述され、和歌、連歌、猿楽など文化、芸能に関する記述も豊富。15世紀前半の社会、有職故実を研究する上で有益な情報を提供する貴重な史料である。朝議、除目、叙位については関係文書を貼り継いで補填した箇所も多い。
欠落部分を補う文書として「永享二年大賞会記」「永享十年八幡宮放生会記」などがある。国立国会図書館に原本93巻が所収される。

## 備考
- 文安6年（1449年）5月条に、世間を騒がせた白比丘尼という200余歳の白髪の比丘尼（13世紀生まれという尼）が若狭から上洛した記事があり、この「白比丘尼」は『臥雲日件録』では八百老尼と同じと解されている。この白比丘尼自体は見世物として料金がとられており、八百比丘尼伝説を利用した芸能者であったと考えられている[2]（当時、比丘尼伝説は尼の布教活動に利用されていた）。
- 文安5年（1448年）8月15日の記事に、今日のものと同じ「刺身」に関する記載があり、これを「刺身」という言葉が文献に最初に登場したものとみなして、8月15日を「刺身の日」とされている。制定された時期や制定した組織は明確ではない。ただし、この記事以前に『鈴鹿家記』の応永6年（1399年）6月10日の記事が初出ではないかという説もある（「指身」表記）[3]。